# Освіта у Швеції
Освіта у Швеції — суспільна інституція Швеції, що має базовий рівень освіти з дев'яти років; обов'язкові три роки початкової школи і середньої школи. Діти і молоді люди, що підлягають обов'язковому вишколу від 7 до 16 років.
- З 1991 р. на прохання батьків, діти можуть почати обов'язкове навчання у віці шести років.
- У 1992 р. відбулася реформа шведської освітньої системи, що впроваджена у «навчальний рік» 1995–1996 рр.. Навчання є у вигляді трирічної освітньої програми. Існує 16 державних програм, 14 з яких є професійно-орієнтованими, і два — щоб підготувати студентів до вищої освіти.

## Початкова школа
Навчання у початковій школі Швеції є безкоштовним, а також безкоштовним є користування навчальними матеріалами, харчування і транспорт у школу. Вже в перші роки шкільного навчання починається вивчення англійської мови. Додаткова іноземна мова (німецька, французька або іспанська) вводиться пізніше. Іспити проводяться в професійно-технічних училищах, що знаходяться в 9-му класі і є обов'язковими.
Система оцінювання знань з'являється тільки у восьмому класі школи і складається з трьох рівнів («задовільний», «хороший» і «відмінний»). Учні, які не досягають достатньої підготовки за оцінкою, вони не оцінюються. Первинний атестат дає можливість продовжити свою освіту в середній школі (гімназії, ліцеї).

## Середня школа
Приблизно 98% учнів продовжують навчання в безкоштовній середній школі. У середній освіті пропонують дві програми навчання
- теоретична — спрямована на підготовку до подальшої вищої освіти.
- практична — спрямована на отримання професії після закінчення школи.

Однак усі учні та учениці, що закінчують середню школу успішно, мають право продовжити освіту в університеті.

## Університети та коледжі

### Вища освіта
Вища освіта здобувається у вигляді курсів. Коледжі та університети пропонують студентам на вибір програми навчання (кредити). Є шість академічних іспитів:
- два роки коледжу: для отримання диплому (швед. högskoleexamen)
- три роки навчання, дослідження: на здобуття академічного ступеня «бакалавр» (швед. kandidatexamen)
- чотири роки навчання, дослідження: на здобуття академічного ступеня «магістра» (швед. magisterexamen)
- п'ять років навчання, дослідження: для здобуття академічне звання «магістра наук» (швед. masterexamen).

Крім того, можна отримати науковий ступінь «ліценціат» (швед. licentiatsexamen) і «докторська» (швед. doktorsexamen) після додаткових ще трьох років безперервної освіти. Всі студенти мають право подати заяву на стипендію, незалежно від розміру доходів батьків. Заявки розглядаються на основі окремих випадків, а гроші видаються до 240 тижнів академічного навчання.

## Історія
- Школи на теренах Швеції з'явилися у XIII столітті. Їх засновниками були монастирі францисканського та домініканського католицьких орденів. До цього часу відноситься і виникнення міських шкіл, в яких навчали рахувати та писати.
- До XVI століття налічувалося 20 церковних і монастирських шкіл і 10 міських шкіл. Лютеранська Реформація XVI ст. сприяла поширенню грамотності.
- До середини XIX століття школа була підпорядкована церкві.
- У 1842 р. був прийнятий закон про обов'язкові «народні школи», котрі призначалися для нижчих станів і давали елементарну підготовку.
- У 1936 р. був прийнятий закон про обов'язкову 7-річну освіту, а
- в 1962 р — про обов'язкову 9-річну освіту.

Народною освітою в країні керує Міністерство освіти. Для дітей від 3 до 6 років існують дитячі сади і ігрові школи. Обов'язкова основна 9-річна школа для дітей з 7 років складається з 3 ступенів (3 + 3 + 3). Протягом перших шести років навчання всі учні отримують однакову загальноосвітню підготовку. Навчальний план 7 та 9 класів включає як обов'язкові, так і факультативні дисципліни. Після закінчення 9-річної школи учні продовжують навчання в середній школі — інтегрованих гімназіях з 22 відділеннями, 5 з яких — технічні, природничі, гуманітарні, економічні та суспільствознавчі (з 3-річним або 4-річним терміном навчання), що готують до вступу до ЗВО, решта (2-річні) дає професійно-технічну підготовку.
- У 1974–1975 навчальному році у школах навчалося 1195 тис. учнів, зокрема 311 тис. в 7 та 9 класах, в гімназіях — 221 тис. учнів. У системі вищої освіти 35 вишів.
- У 1976–1977 навчальному році в них навчалося 101,8 тис. студентів. Термін навчання від 3 до 6 років. Прийом студентів на гуманітарні, природничі

факультети університетів вільний. На медичний, фармацевтичний і стоматологічний факультети, а також до вищих спеціальних шкіл — на підставі конкурсу, за наявності стажу роботи за обраною спеціальністю. Найбільші виші: Стокгольмський університет; університет в Уппсалі, в Лунді (заснований у 1668 р.), Гетеборзі (заснований в 1891 р.), Умео (заснований в 1963 р.), Лінчепінгу (заснований в 1970 р.), Королівська вища технічна школа в Стокгольмі (заснована в 1827 р.), політехнічний інститут в Гетеборзі (заснований в 1829 р.), Каролінський медико-хірургічний інститут у Стокгольмі (заснований в 1810 р.) та інші.

## Галерея

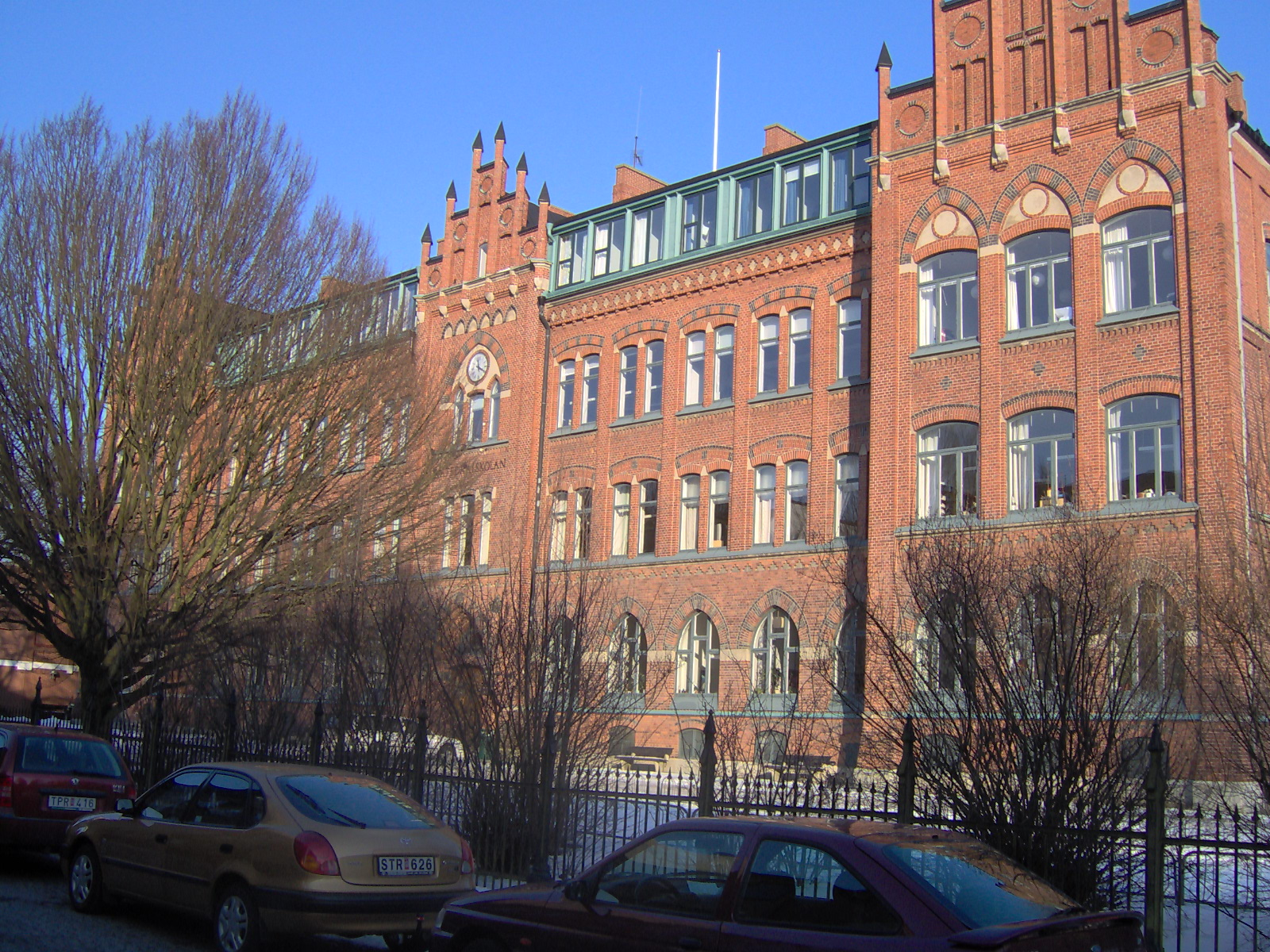
Кафедральна школа в Лунді (з 1085 р.) є найстарішим закладом освіти у Скандинавії
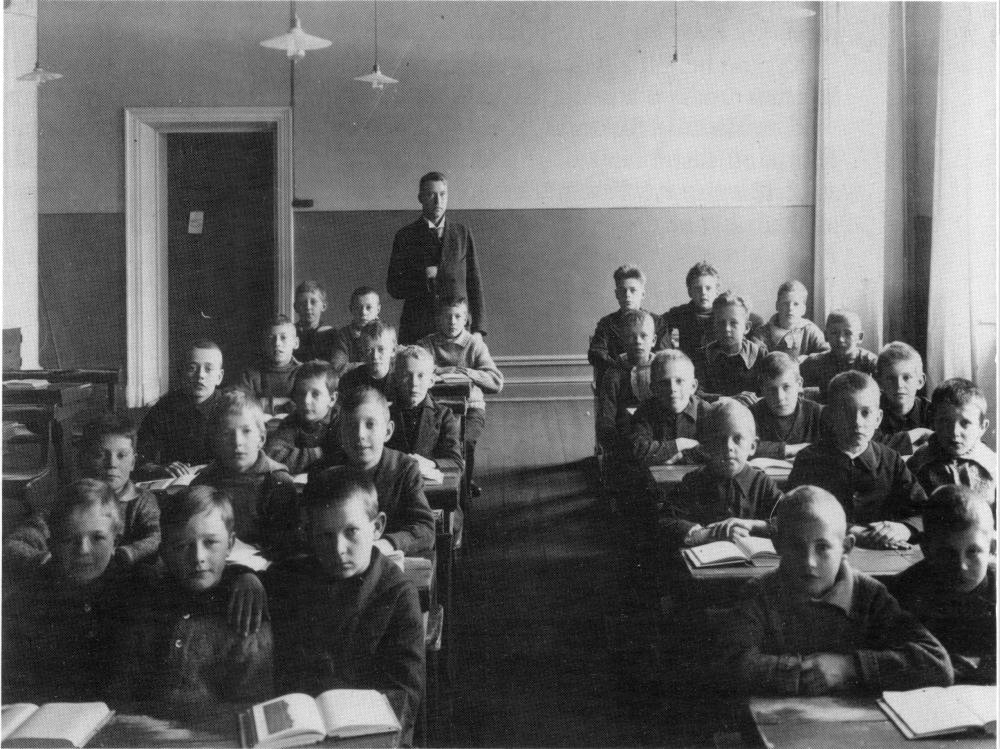
Клас чоловічої школи у Норрчепінгу (1922 р.)
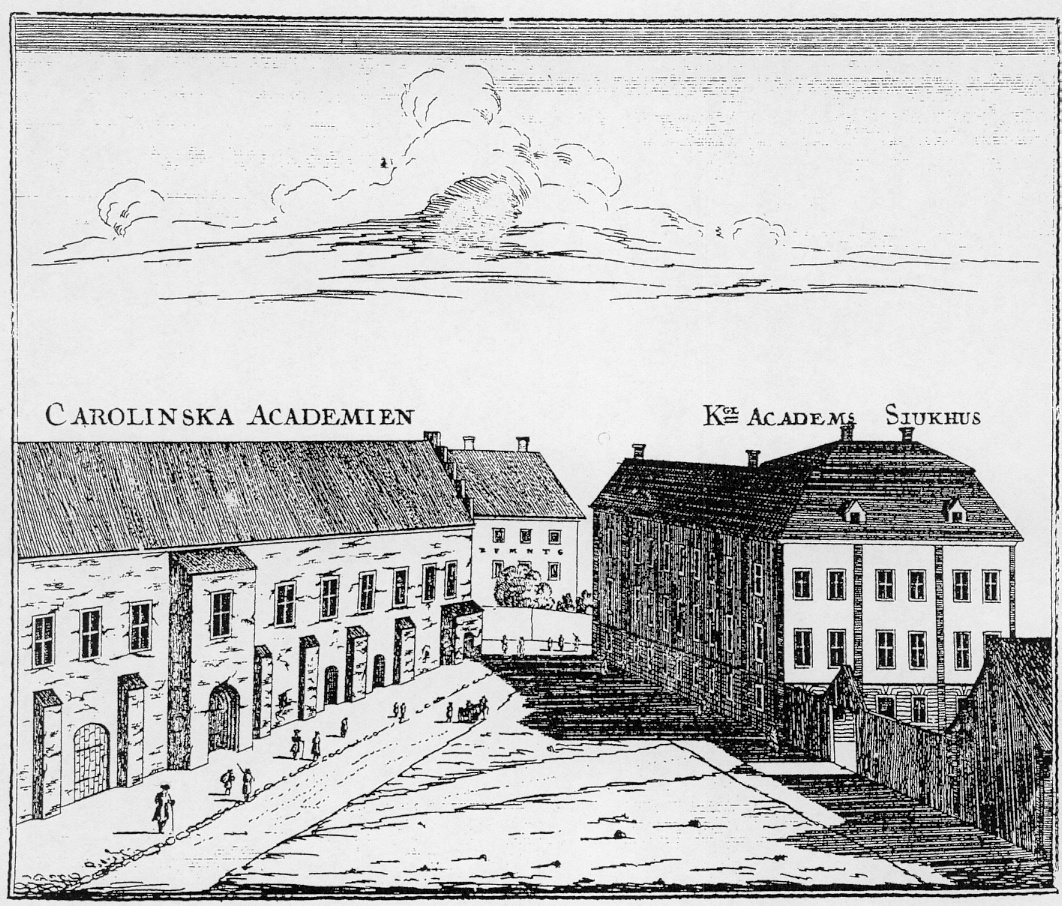
Заснований у 1477 р. університет Уппсали
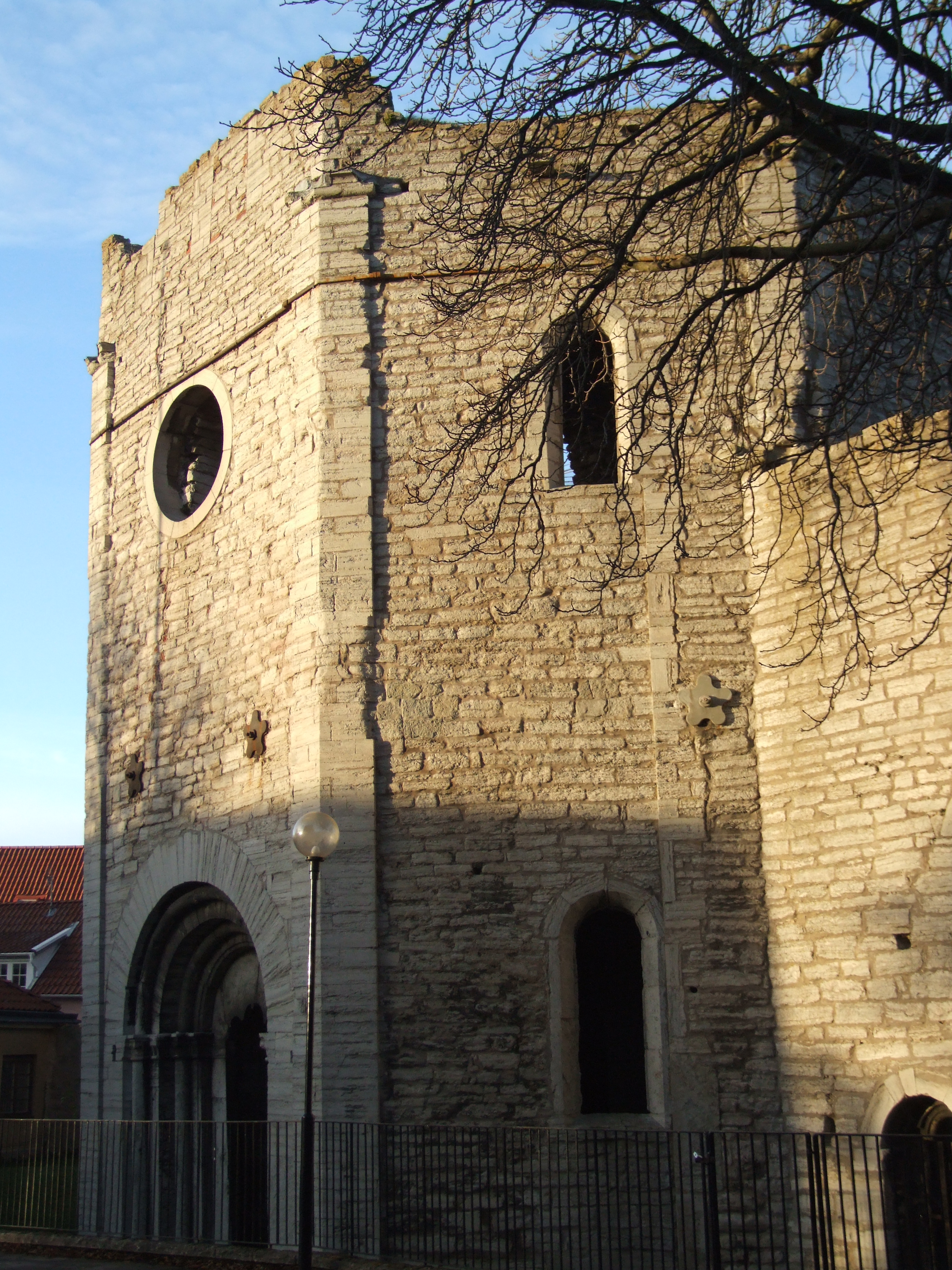
Перша школа у Швеції була в церкві св. Якова в м. Вісбю (Хельгенд), заснована в 1225 р.
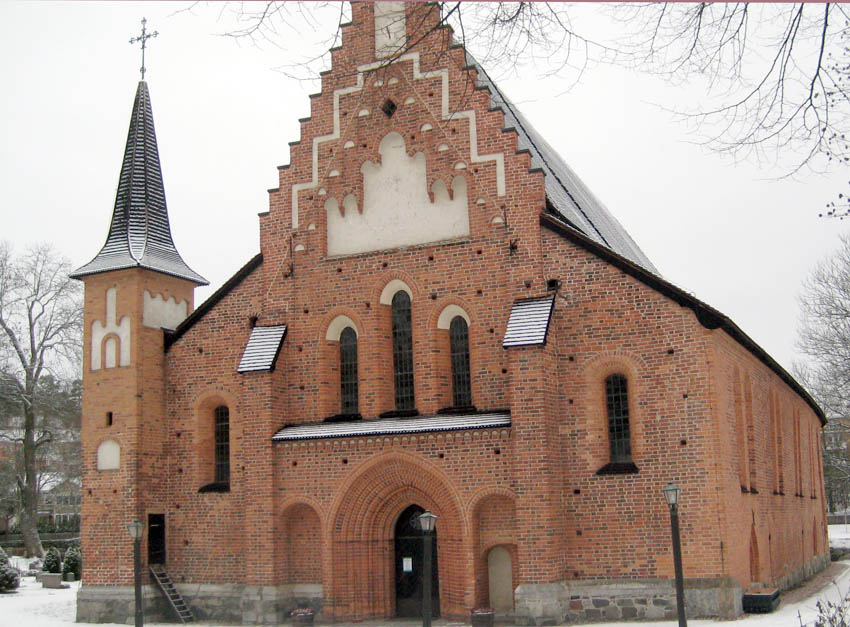
Перша школа у католицькому домініканському монастирі в Сігтуні (1237 р.); церква Марії, домініканський костел в Сігтуні, збудований в 1200-х рр. (споруда монастиря знесена)
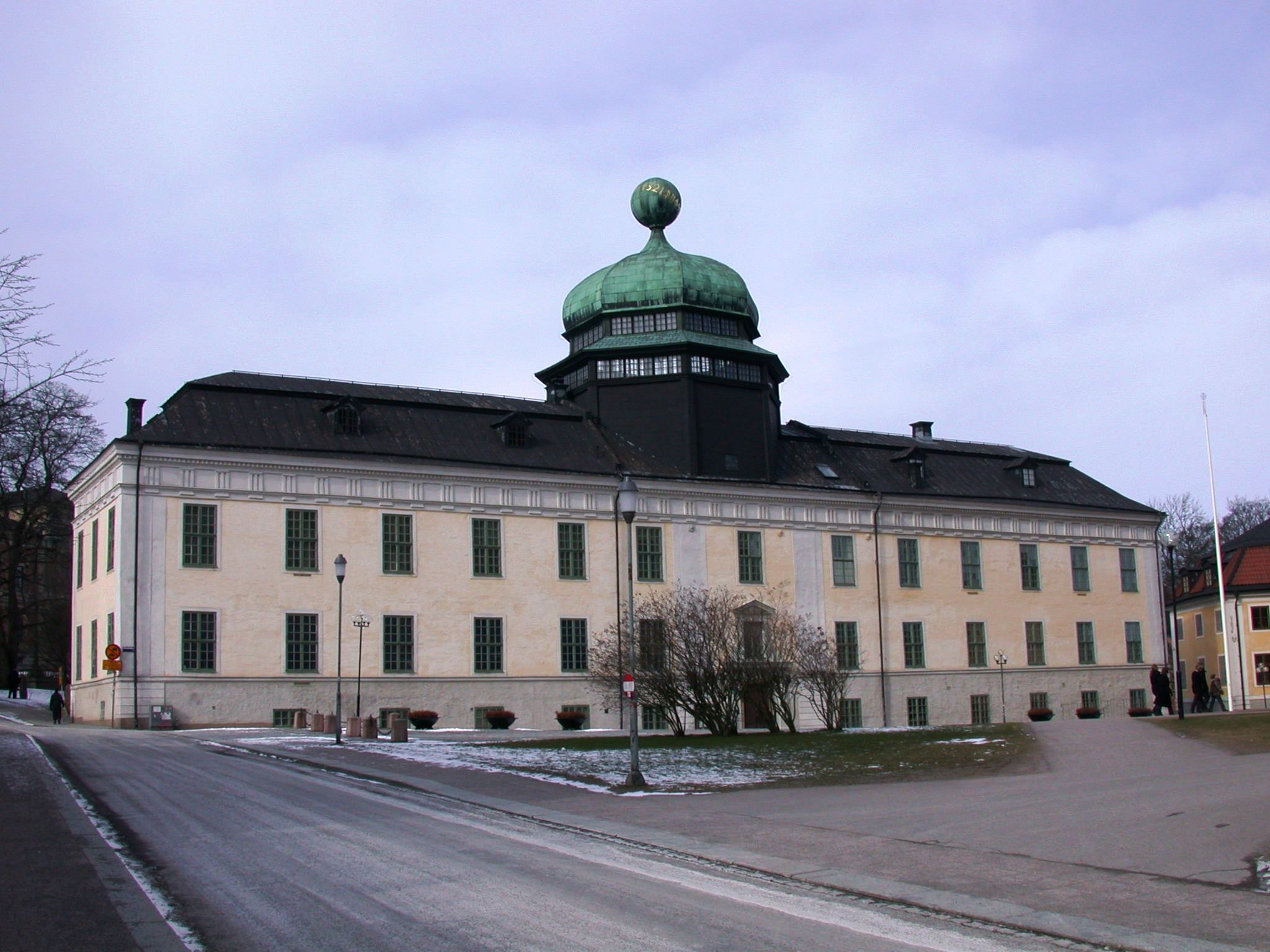
Навчання в університеті Уппсали почалося в 1600-х рр.
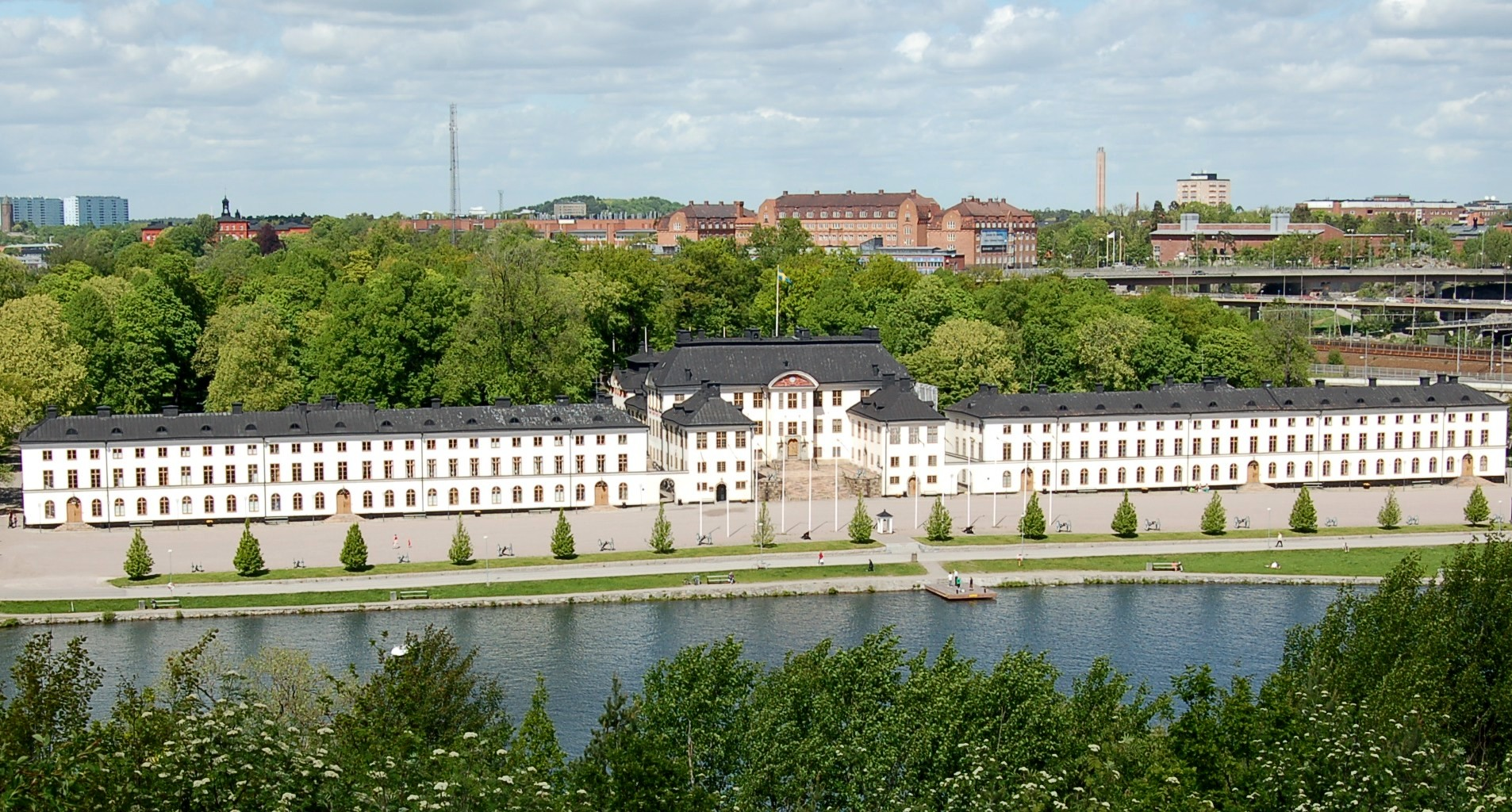
Офіцери з дворян отримували освіту в Академії в палаці Карлберга з 1792 р.
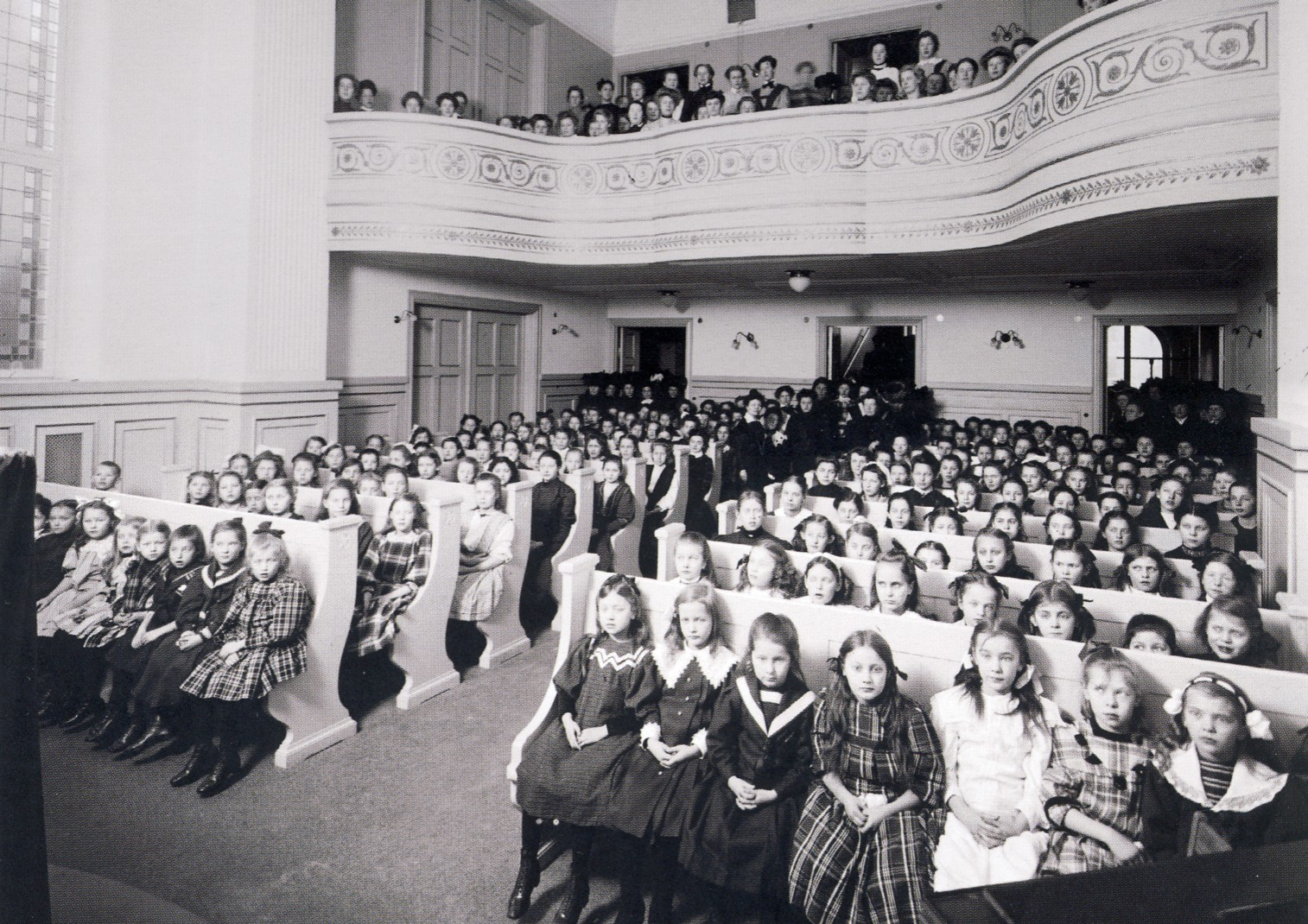
Молитовна заля першої школи для дівчаток у 1908 р.
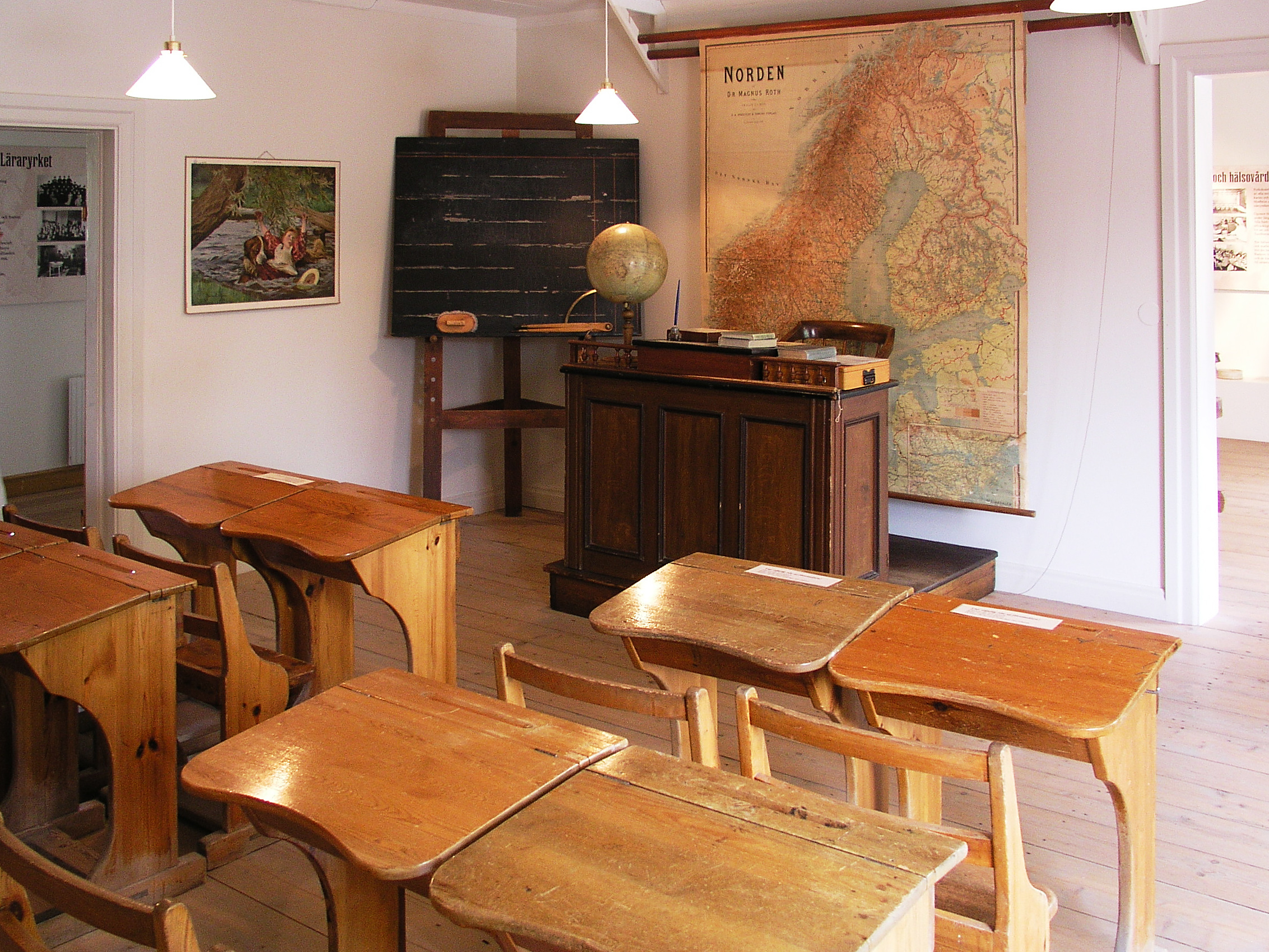
Клас школи початку 1900-х рр., старий Лінчепінг
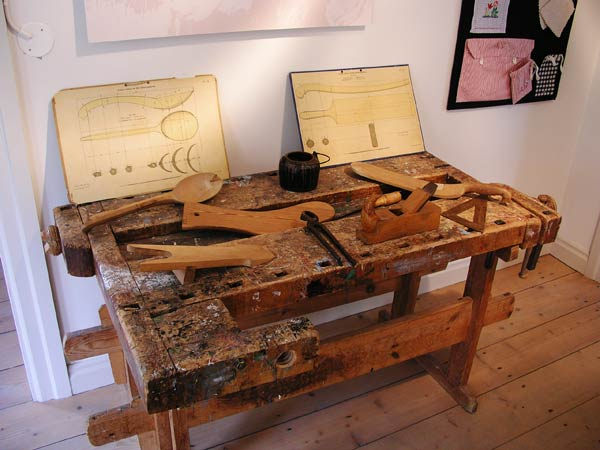
Швеція профілювала на міжнародному рівні професійну освіту з кінця 1800-х рр.. На знімку деревообробний верстат, Шкільний музей, старий Лінчепінг.